# Francis Hauksbee

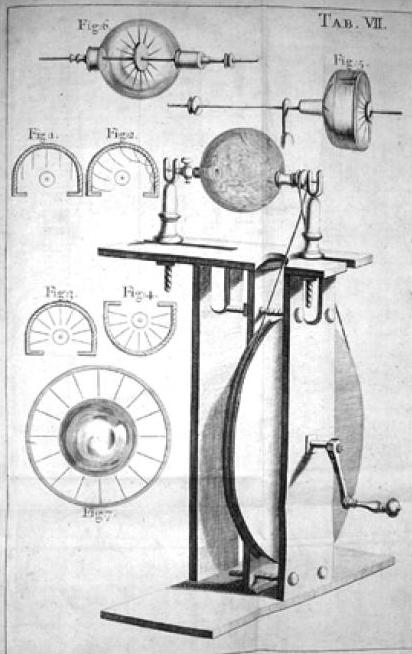
Imatge del generador Hauksbee, creat per ell mateix.

Francis Hauksbee el vell (Colchester, 1666 o 1670 – Londres, 1713), també anomenat Francis Hawksbee, va ser un científic anglès del segle xviii, membre de la Royal Society. Se'l coneix principalment pels seus treballs en els camps de l'electricitat i de la repulsió electroestàtica.
Als voltants del primer lustre del segle xviii, Hauksbee va perfeccionar el generador electroestàtic d'Otto von Guericke en reemplaçar la seva esfera de sofre per una de vidre. També va descobrir que si col·locava una petita quantitat de mercuri sobre l'esfera de vidre, feia el buit en el seu ambient, generava una càrrega electroestàtica i després aproximava una mà des de l'exterior, es generava una resplendor blavenca. La seva intensitat lluminosa era suficient com per llegir un text escrit, i s'assemblava al foc de Sant Elm que sol aparèixer sobre els mastelers dels vaixells durant les tempestes.
Basant-se en aquest fenomen lluminós es van desenvolupar més tard la llum de neó, el tub fluorescent, la llum de vapor de mercuri, la de sodi, la d'halur metàl·lic, la de Wood o la negra.
El 1709 va publicar el seu escrit Experiments fisicomecànics sobre diferents temes (Physico-Mechanical Experiments on Various Subjects en anglès), on descrivia molts dels seus treballs sobre l'electricitat; la segona edició va sortir el 1719, després de la seva mort.